# Водяна кузня

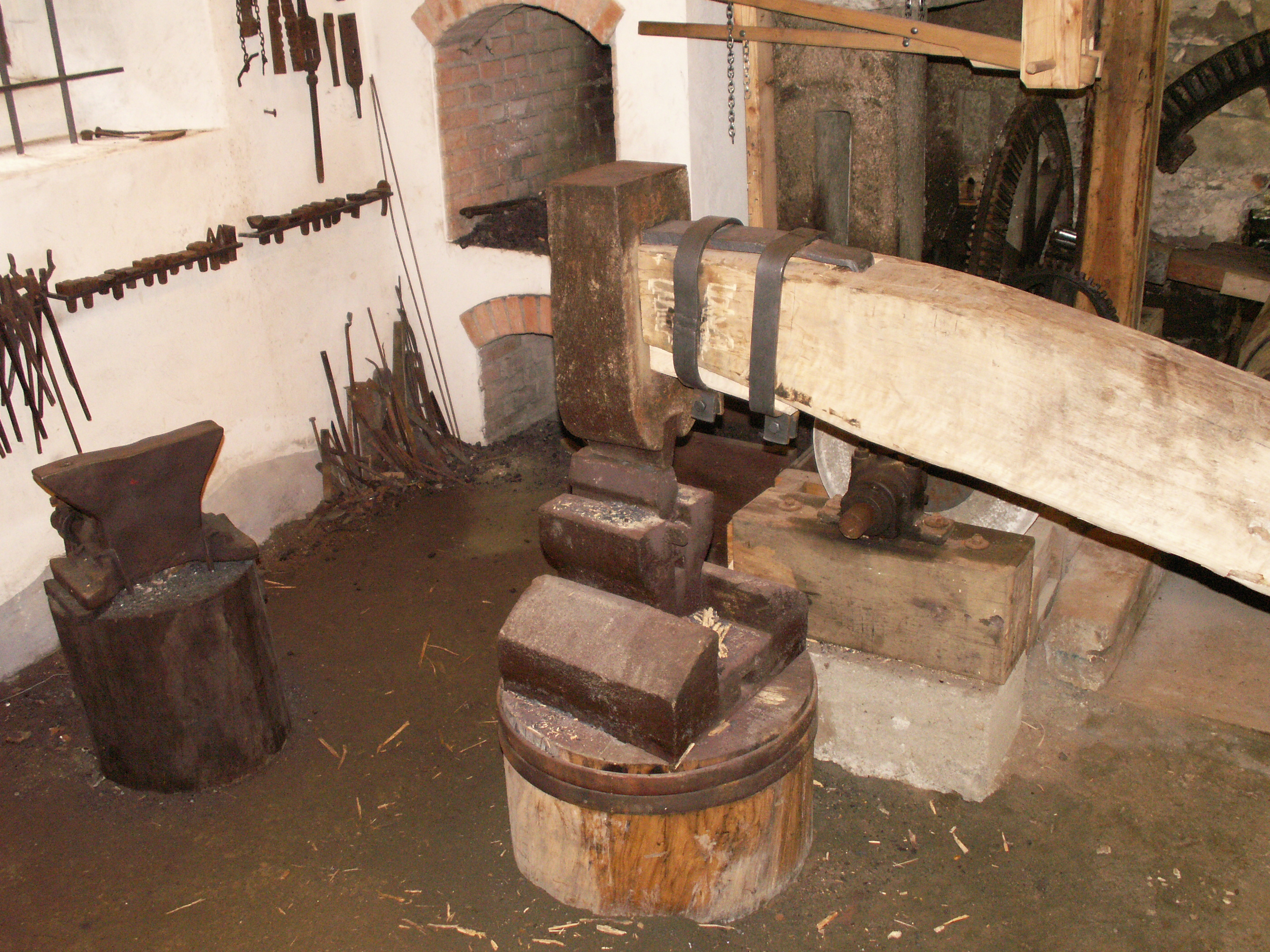
Водяний молот з Брдічкова млина в Музеї техніки в Брно, Чехія.

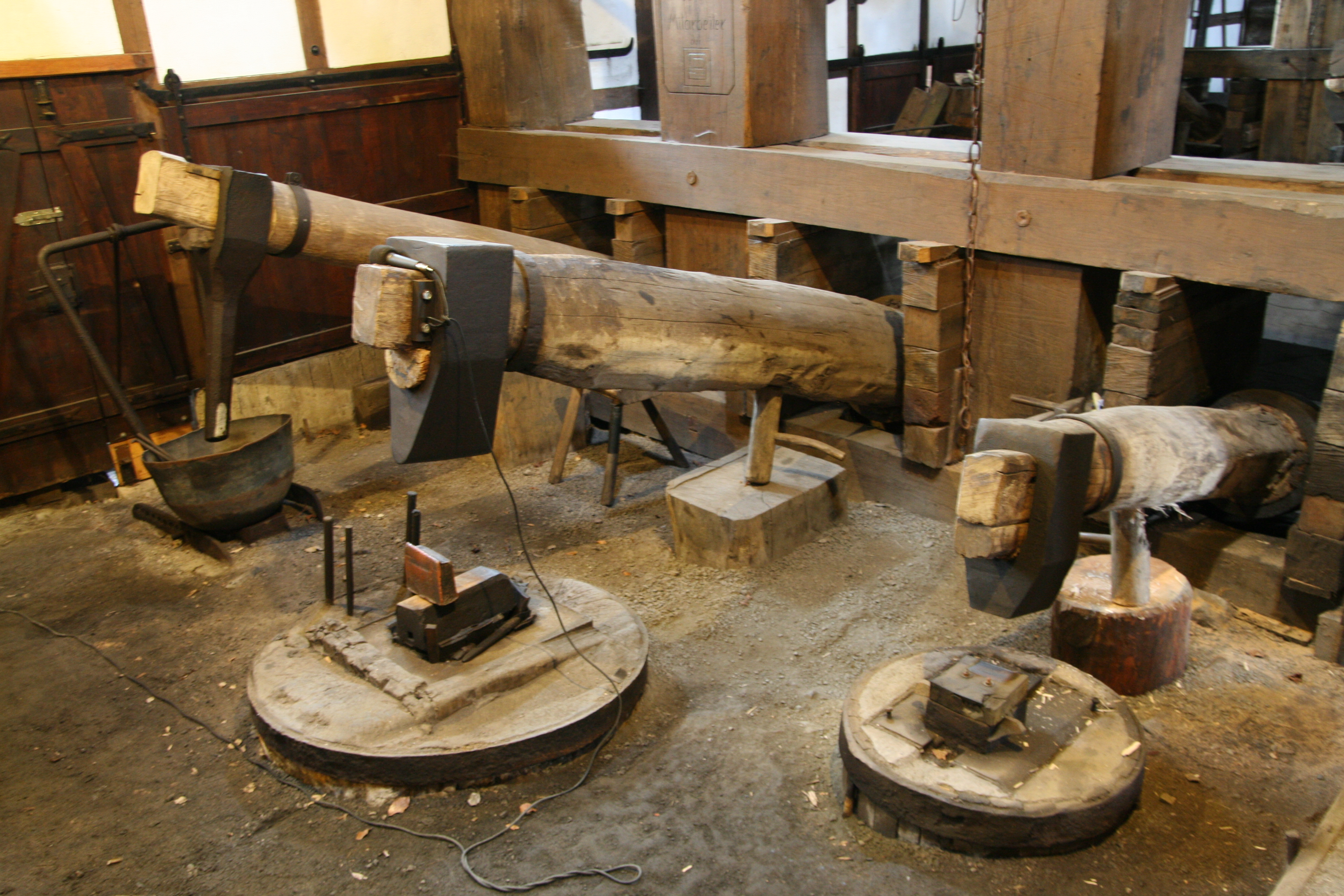
Молоти в кузні Тобіасгаммер

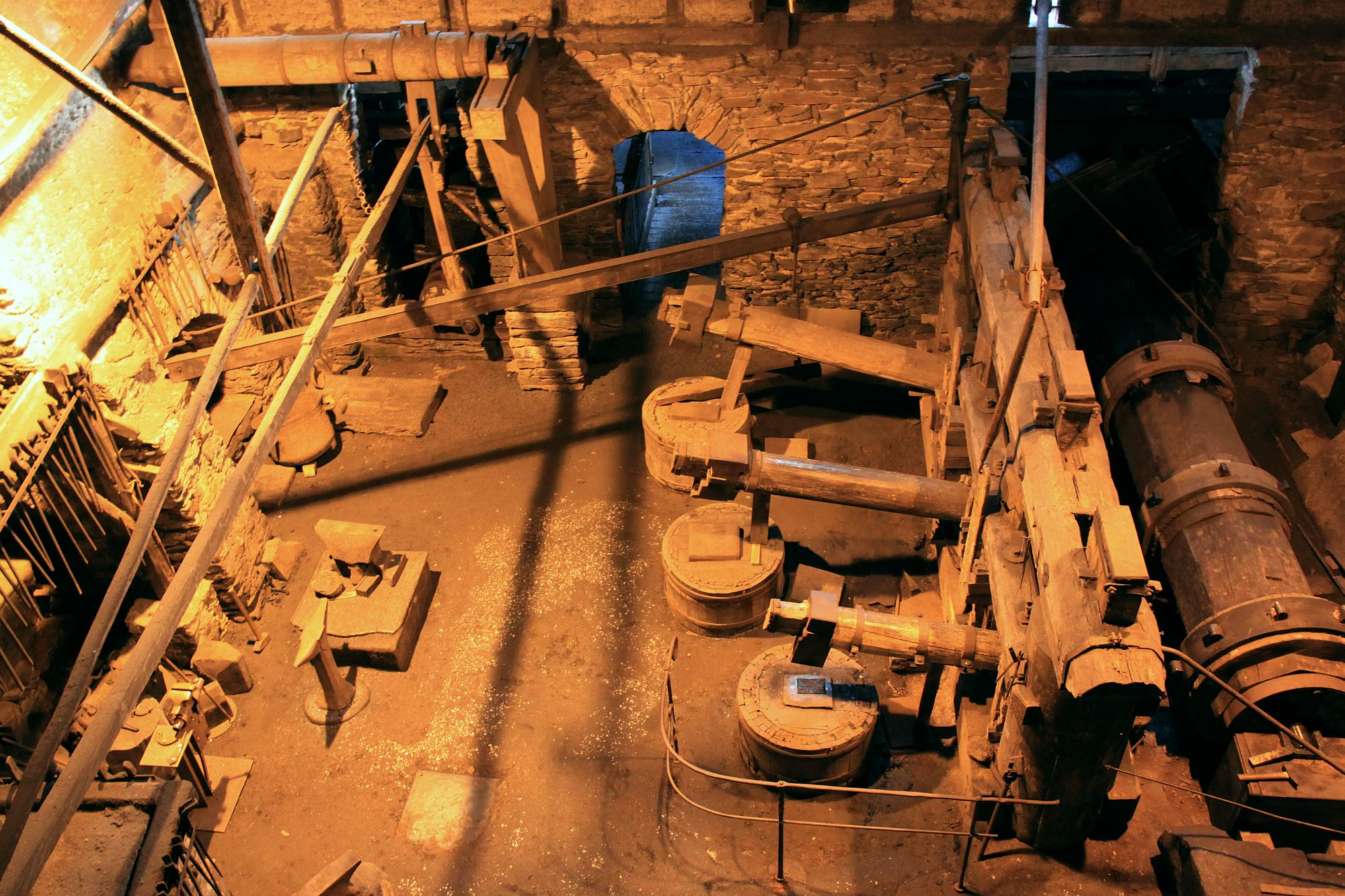
Інтер'єр водяної кузні Фронауер-Гаммер, Німеччина. Праворуч кулачковий вал, у центрі три молоти, ліворуч шатуни міха.

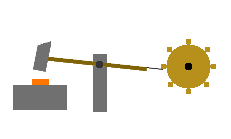
Схема будови хвостового водяного молота

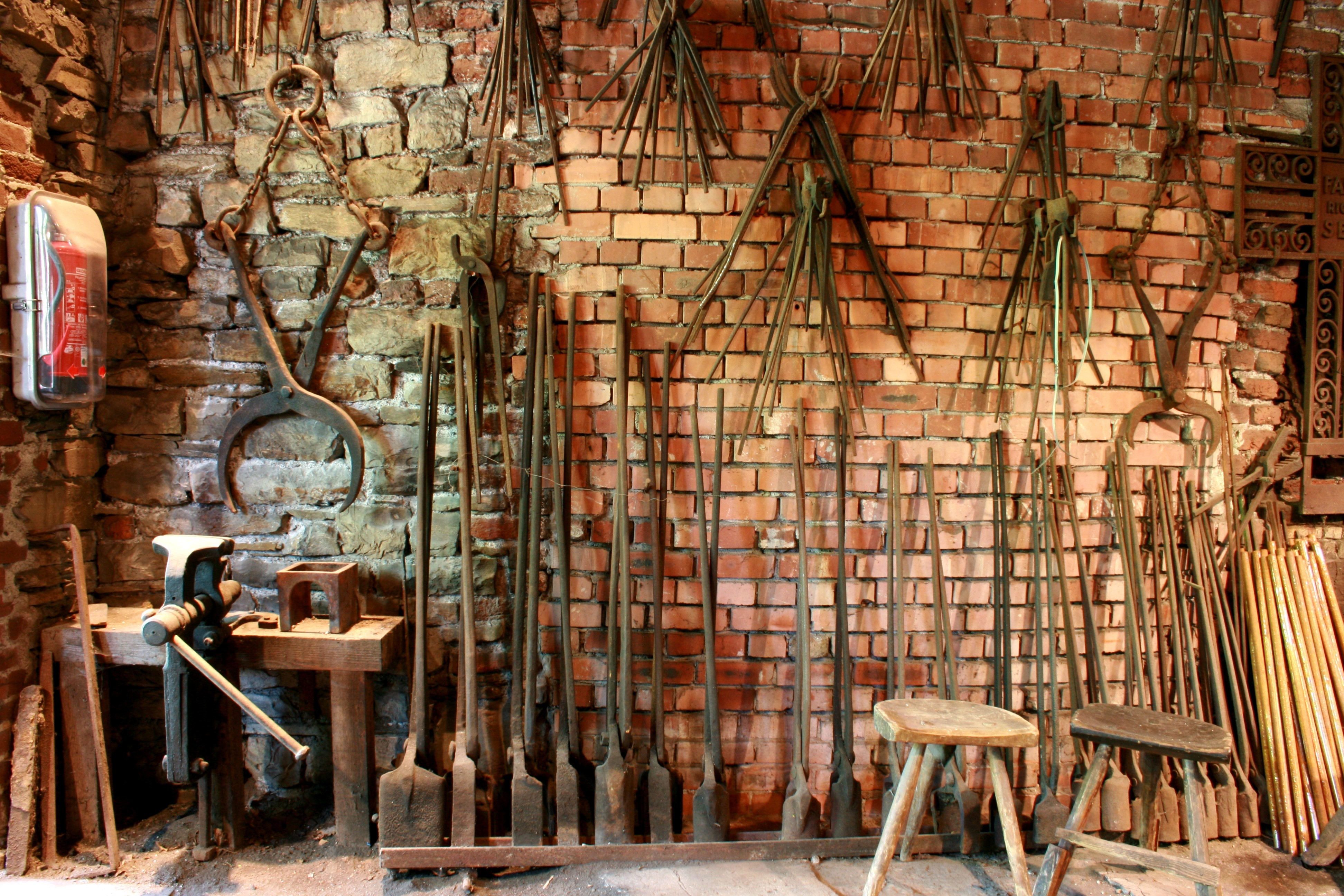
Набір кліщів у водяній кузні Бремеккер-Гаммер, Люденшайд, Німеччина.

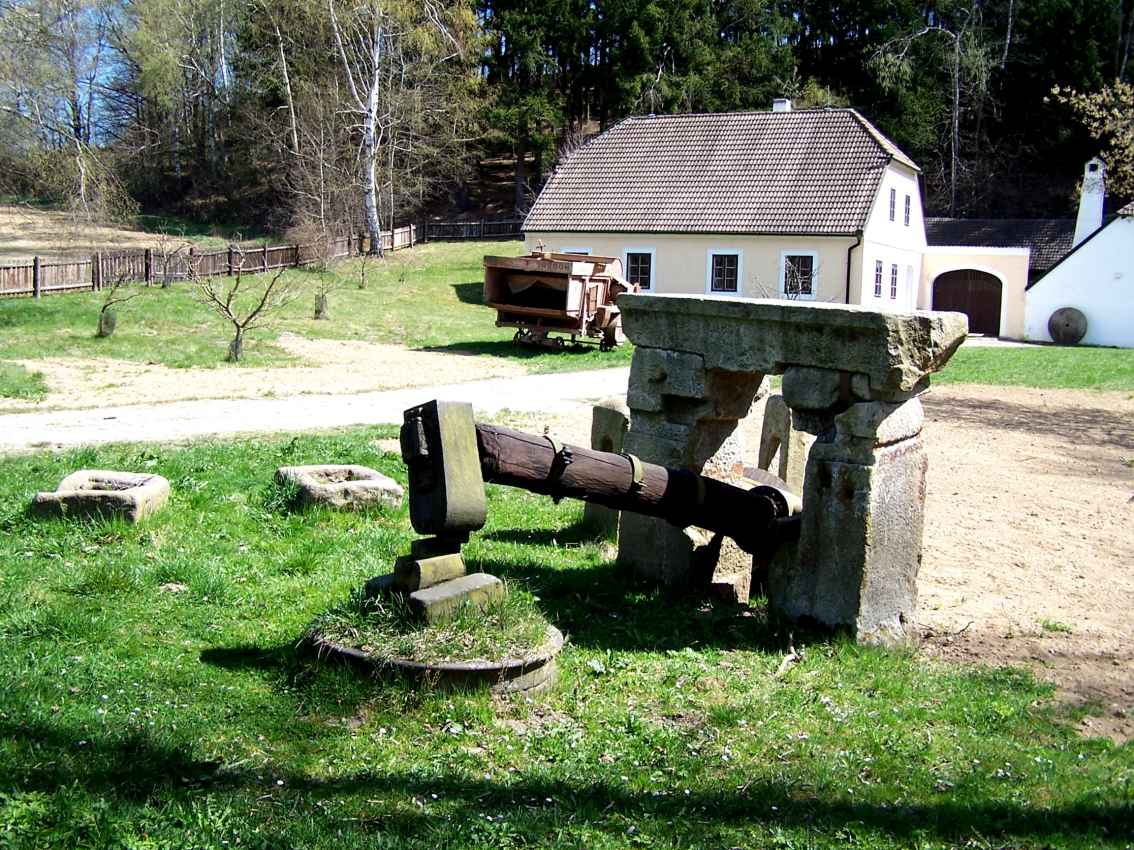
Водяний молот у Бушковій гамарні, Чехія.

Водяна кузня, гама́рня (через пол. hamernia від нім. Hammerwerkstatt — «ковальський цех», «молотовий верстат») — тип мануфактури доіндустріального періоду, на якому виплавлений з руди метал очищався чи перероблювався за допомогою водяного молота. Водяні кузні використовувалися для виробництва ковкого заліза, рідше кольорових металів, іноді на них займалися виготовлення готової продукції (сільськогосподарських і гірничих знарядь, зброї). З'явилися такі кузні приблизно в XIV столітті разом з розвитком технології водяних коліс і широко використовувалися до XIX ст., коли водяний привод стали витісняти парові машини.

## Опис
Водяний молот приводився в дію валом з кулачками, що урухомлювався водяним колесом. Бойок молота для міцності виконувався із заліза. Залежно від способу зчеплення молота з приводом розрізняють хвостові, середньобійні і чолові молоти.
Виплавлений в сиродутному горні півфабрикат у вигляді криці потребував проковування для звільнення від шлаку. Цю операцію могли здійснювати як ручними кувалдами, так і водяним молотом.

## Відомі водяні кузні

### Австрія
Вальдфіртель, Нижня Австрія
- Музей-кузня в Арбесбаху

### Англія
Для Англії водяні кузні нетипові, трапляються там вони рідко. Одна з них розташована в селі Абінгер-Геммер, якому й дала назву.

### Німеччина
Верхній Пфальц
- Гайсталер-Гаммер[de] — Чеський Ліс, Гайсталергаммер (район міста Шензе)

Верхня Баварія
- Музей у Рупольдінгу

Зауерланд
- Бремеккер-Гаммер[de] — Люденшайд
- Оберреддінггаузер-Гаммер[de] — поселення Оберреддінггаузен у районі міста Менден

Нижня Лужиця
- Музей з плавильнею і водяною кузнею в Пайці

Рудні гори
- Айзенгаммер-Дорфхемніц[de] — громада Дорфхемніц
- Ерля[de] — Ерля, район міста Шварценберг
- Фронауер-Гаммер[de] — Фронау, район міста Аннаберг-Бухгольц
- Фрайбергсдорфер-Гаммер[de] — село Фрайбергсдорф[de]
- Пфайльгаммер[de] — селище Пела

Рур
- Дайльбахгаммер[de] — Купфердре (район Ессена)

Тюрингія
- Айзенгаммер-Вайда[de] — Лібсдорф, район міста Вайда

Тюринзький Ліс
- Тобіасгаммер[de] — Ордруф

Франконія
- Водяна кузня в Еккерсмюле (район міста Рот)
- Водяні кузні на річці Ґронах поблизу Ґренінґена[de] (з 1974 р. район Заттельдорфа)

Швабський Альб
- Музей у Блаубойрені

Шварцвальд
- Музей Ґайзершміде в громаді Бюлерталь

Шпессарт
- Гамарня-музей у Гаслоху

### Словаччина
- Мідна гамарня в Банській Бистриці[sk] — у м. Банська Бистриця

### Україна
- Водяна кузня Гамора — у селі Лисичово Іршавського району Закарпатської області

### Чехія
- Бушкова гамарня[cs] — на Кленському потоці в 1 км на південний захід від м. Тргове-Свіни
- Гамарня в Добрживі[cs] — у селі Добржив неподалік м. Рокіцани
- Гамерський млин[cs] — на річці Світава, між Обржанами і Біловіце-над-Світавою, на території громади Каніце, округ Брно-околиця